# Skid row (термин)
Вижте пояснителната страница за други значения на Скид Роу.
Скид Роу (на английски: Skid row) е беден район, обикновено градски, в англоговореща Северна Америка, чиито жители са предимно бедни хора, работещи „на пързалките“ (пързалки за спускане трупи). Това се отнася специално за хора, които са бедни или бездомни, считани за лоши, потъпкани или забравени от обществото. Редът на тези места може да бъде видян във всичко – от беден градски квартал до квартал на червените фенери (места, свързани с проституцията) до място за събиране на хора, които са изложени на бездомност или наркомания. Като цяло тези зони са обитавани или посещавани от бедни хора, както и от хора, които са пристрастени към наркотиците. Градските райони, считани за такива, са белязани с висока степен на скитничество, порутени сгради и леговища за наркотици, както и други характеристики на градската болест. Използвана в преносен смисъл, фразата може да показва състоянието на живота на беден човек.
Терминът Skid row първоначално се е отнасял за пътя, по който дърводобивните работници са плъзгали трупи. Сегашният му смисъл, изглежда, произхожда от северозападната част на Тихия океан. Райони в Съединените щати и Канада, идентифицирани с този псевдоним, включват Pioneer Square в Сиатъл; Старият град Чайнатаун в Портланд, Орегон; Downtown Eastside във Ванкувър; Skid Row в Лос Анджелис; квартал Тендерлойн в Сан Франциско и Бауъри на Долен Манхатън. Терминът Poverty Flats се използва за някои западни градове в САЩ.
Терминът Skid row често може да бъде взаимозаменяем с термина „палатков град“. Палатков град може да съществува в сградите и помещенията на тези места, но много палаткови градове са в райони, които не са известни като Skid row.